# Pablo Turull
Pablo Turull y Comadran (Sabadell, 21 de abril de 1837-Sabadell, 7 de septiembre de 1892) fue un industrial, banquero y político español. Era miembro de una conocida familia de empresarios textiles catalanes del sector de la lana, con tres centros industriales en Sabadell, tres en Tarrasa, numerosas propiedades urbanas y un barco que hacía la travesía con Cuba y Argentina. Su padre era Pedro Turull y Sallent, conocido en Madrid como «el Rico Catalán» y que fue alcalde de Sabadell.

## Biografía
Pablo Turull fundó con su padre la Caja de Ahorros de Sabadell en 1859. A la muerte del progenitor en 1869, asumió la dirección de las empresas familiares. De 1877 a 1882 fue presidente de la compañía Ferrocarril y Minas de San Juan de las Abadesas y, en 1891, de la Sociedad Catalana General de Crédito. También fue presidente del Banco Hispano-Colonial y fundador de la Unión Lanera Española (1883). Durante el Sexenio Democrático tuvo simpatías republicanas, pero las abandonó durante la restauración borbónica e ingresó en el Partido Conservador, con el que fue elegido diputado por el distrito electoral de Tarrasa en las elecciones generales de 1876, 1879 y 1884. Trabajó para crear un distrito electoral propio en Sabadell, por el que fue elegido diputado nuevamente en las elecciones de 1891. Su escaño fue impugnado por los liberales y falleció antes de poder ocuparlo. Aunque la familia y apellido Turull siempre se ha relacionado con Pedro, su padre, de todos ellos Pablo Turull fue el que más negocios y fortuna acumuló.